# Elecciones provinciales de Córdoba de 1983
Las elecciones generales de la provincia de Córdoba de 1983 tuvieron lugar el 30 de octubre, al mismo tiempo que las presidenciales y legislativas a nivel nacional, con el objetivo de restaurar las instituciones constitucionales de la provincia después de la dictadura militar autodenominada Proceso de Reorganización Nacional iniciada en 1976 y seguidora de los gobiernos interventores de la provincia durante el tercer peronismo, luego del golpe policial perpetuado a principios de 1974. Se debían elegir al Gobernador y Vicegobernador para el período 1983-1987; a los 36 miembros de la Cámara de Diputados; y a los 40 miembros del Senado, que formarían la Legislatura Provincial.
Mientras que Raúl Alfonsín resultaba elegido presidente de la Nación, Eduardo Angeloz, candidato de la Unión Cívica Radical (UCR), con Edgardo Grosso como compañero de fórmula, triunfó por un margen arrollador del 55.84% de los votos, contra el 39.22% obtenido por Raúl Bercovich Rodríguez, del Partido Justicialista (PJ), cuyo candidato a vicegobernador fue Alejo Simó. Ningún otro candidato superó el 2% de los votos, y la participación fue del 88.35% del electorado registrado, constituyendo la más aplastante de las victorias del radicalismo durante la jornada.
En el plano legislativo, el radicalismo obtuvo mayoría absoluta de dos tercios en ambas cámaras, con 35 senadores y 24 diputados. El justicialismo quedó en segundo lugar con 5 senadores y 12 diputados. Al igual que en las elecciones para gobernador, la elección fue muy polarizada y ningún otro partido obtuvo bancas. En el plano municipal, la UCR tuvo el control de la capital provincial, con el radical Ramón Mestre obteniendo el 54.92% de los votos frente al justicialista José Manuel de la Sota, que obtuvo el 39.11%. Angeloz y Grosso asumieron el 11 de diciembre de 1983, mismo día que los legisladores electos, dando inicio al primer gobierno electo en la provincia de Córdoba en casi diez años.

## Antecedentes
La provincia de Córdoba, si bien está enormemente por detrás de la provincia de Buenos Aires, es el segundo distrito más poblado de la República Argentina, y uno de los únicos cuatro distritos del país (junto con Buenos Aires, la Capital Federal, y la provincia de Santa Fe) donde la población supera los tres millones de habitantes. Eso la vuelve un importante territorio en los procesos electorales argentinos. En las dos únicas elecciones en las que un candidato ha sido electo presidente de la Nación Argentina sin imponerse en el distrito bonaerense (1916 y 2015), una arrolladora victoria en Córdoba (del 67% para Hipólito Yrigoyen y del 71% para Mauricio Macri) fue clave en ese triunfo.
Incluso en los tiempos de mayor dominación del peronismo o justicialismo en la política argentina, Córdoba fue siempre la provincia donde obtenía sus resultados electorales más estrechos. En las elecciones presidenciales de 1946, fue una de las cuatro provincias donde Juan Domingo Perón no logró imponerse, con la Unión Democrática logrando el 55.63% de los sufragios. En las elecciones de 1951, en las cuales Perón resultó reelecto, fue la provincia donde triunfó por menos margen con el 52.72% de los votos contra el 41.49% del radical Ricardo Balbín. La rebelión militar que derrocó al peronismo en septiembre de 1955 se desató precisamente en dicha provincia. En las anteriores elecciones, realizadas en marzo de 1973, mientras que el Frente Justicialista de Liberación (FREJULI), obtenía una amplia victoria a nivel nacional, en Córdoba la elección fue mucho más ajustada y se definió en segunda vuelta entre el peronista Ricardo Obregón Cano y el radical Víctor Martínez, triunfando el primero por un estrecho margen.
El mandato de Obregón Cano se caracterizó por una escalada de violencia política, que culminó el 28 de febrero de 1974 con un golpe de Estado interno perpetuado por la policía que forzó la renuncia del gobernador. Debido a que fue dirigido por Antonio Domingo Navarro, el golpe fue conocido históricamente como "Navarrazo". Dicho golpe desató la intervención de la provincia por parte del gobierno peronista el 15 de marzo. Se sucedieron entonces una serie de gobiernos dirigidos por interventores, siendo el último Raúl Bercovich Rodríguez, hasta el golpe de Estado del 24 de marzo de 1976 que derrocó al gobierno constitucional de María Estela Martínez de Perón e instauró una dictadura militar. Durante el régimen de facto la provincia se mantuvo intervenida, siendo su último interventor Rubén Juan Pellanda, único civil en ocupar dicho cargo durante la dictadura, pues los anteriores eran militares. En 1983, el dictador Reynaldo Bignone inició la transición a la democracia, llamándose a elecciones para octubre de ese mismo año.

## Reglas electorales
- Gobernador y vicegobernador electos por mayoría simple.
- 36 diputados, la totalidad de los miembros de la Cámara de Diputados Provincial. Electos por toda la provincia con 24 bancas reservadas para el partido más votado y 12 a los demás partidos, en proporción de los votos que hubieren logrado.
- 40 senadores, la totalidad de los miembros de la Cámara de Senadores Provincial. Los departamentos cuya población no excediera de 60.000 habitantes elegirían un senador por mayoría simple; los que tuvieran entre 60.000 y 100.000 habitantes elegirían 2 senadores atribuidos al partido más votado; y los departamentos de más de 100.000 habitantes, 3 senadores por lista incompleta (2 para la mayoría y el restante para la primera minoría). Luego se determinaría por sorteo a 20 que cumplirían un mandato completo hasta 1987, y otros 20 que cumplirían medio mandato hasta las próximas elecciones, en 1985.

## Campaña
La campaña fue vigorosa y se destacó por la fuerte competitividad entre el PJ y la UCR. El 20 de agosto de 1983, la UCR publicó un cuadernillo titulado "Plataforma para un Tiempo Radical" en el periódico La Voz del Pueblo. La idea de un "Tiempo Radical" pretendía recordar a la gente la idea de un pasado tormentoso, pero no solo se centró en lo ocurrido durante la dictadura, sino también en el caótico gobierno peronista previo a la misma, y recordando también a destacados nombres del radicalismo cordobés, como Amadeo Sabattini y Arturo Umberto Illia. Su eslogan electoral fue: "Quienes detentan con orgullo un honesto pasado, pueden aspirar a construir un digno futuro". El candidato justicialista a intendente de Córdoba, De la Sota, respondió rápidamente a dicho lema con la frase: "Córdoba exige hombres con mas futuro que historia".
En otros aspectos se criticó la campaña electoral del radicalismo como cargada de "apelación al miedo", destacando un anuncio televisivo en el que se mostraba un fondo negro mientras una voz decía: "Elija un tiempo oscuro y amargo..." seguido de una serie de frases e imágenes que mostraban el período del tercer peronismo y la dictadura, y luego se cambiaba un fondo blanco, mientras la voz decía: "Elija un tiempo radical..." seguido de diversas promesas de éxito económico.
Al igual que a nivel nacional y debido a las luchas internas, el peronismo cordobés no pudo realizar una campaña demasiado fuerte, y su retórica se basó simplemente en destacar los ideales de su líder, el difunto Juan Domingo Perón, destacando un anunció que simplemente rezaba: "Cumpla con Perón, votando correctamente". También atacó la campaña de la UCR, afirmando que buscaba la discordia política, y afirmando que el justicialismo apelaba a la unidad nacional. La ausencia de parte del peronismo de una auténtica revisión o explicación sobre lo ocurrido entre 1973 y 1976 pudo contribuir a la aplastante victoria del radicalismo en las elecciones.

## Resultados

### Gobernador y Vicegobernador
|  | 55,84 % |

|  | 39,22 % |

|  | 1,64 % |

|  | 1,16 % |

|  | 0,85 % |

|  | 0,57 % |

|  | 0,26 % |

|  | 0,25 % |

|  | 0,11 % |

|  | 0,09 % |

|  | 96,76 % |

|  | 2,96 % |

|  | 0,28 % |

|  | 100 % |

|  | 88,35 % |

### Cámara de Diputados
|  | 55,33 % |

|  | 39,19 % |

|  | 1,69 % |

|  | 1,37 % |

|  | 0,92 % |

|  | 0,68 % |

|  | 0,29 % |

|  | 0,28 % |

|  | 0,15 % |

|  | 0,09 % |

|  | 96,53 % |

|  | 3,19 % |

|  | 0,28 % |

|  | 100 % |

|  | 88,35 % |

### Cámara de Senadores
|  | 55,35 % |

|  | 39,27 % |

|  | 1,80 % |

|  | 1,17 % |

|  | 0,81 % |

|  | 0,71 % |

|  | 0,29 % |

|  | 0,28 % |

|  | 0,14 % |

|  | 0,07 % |

|  | 96,30 % |

|  | 3,42 % |

|  | 0,28 % |

|  | 100 % |

|  | 88,35 % |